# 乌尔里克·扬松
乌尔里克·扬松（瑞典語：Ulrik Jansson，1968年2月2日—），瑞典男子足球运动员，场上位置是中场。他曾代表瑞典国家队参加1990年国际足联世界杯，结果队伍止步小组赛阶段。